# Lotbinière (regionalna gmina hrabstwa)
Lotbinière – regionalna gmina hrabstwa (MRC) w regionie administracyjnym Chaudière-Appalaches prowincji Quebec, w Kanadzie. Stolicą jest miejscowość Sainte-Croix. Składa się z 20 gmin: 14 gmin (municipalités), 1 wsi i 4 parafii.
Lotbinière ma 29 617 mieszkańców. Język francuski jest językiem ojczystym dla 98,7%, angielski dla 0,8% mieszkańców (2011).